# 奧別爾京

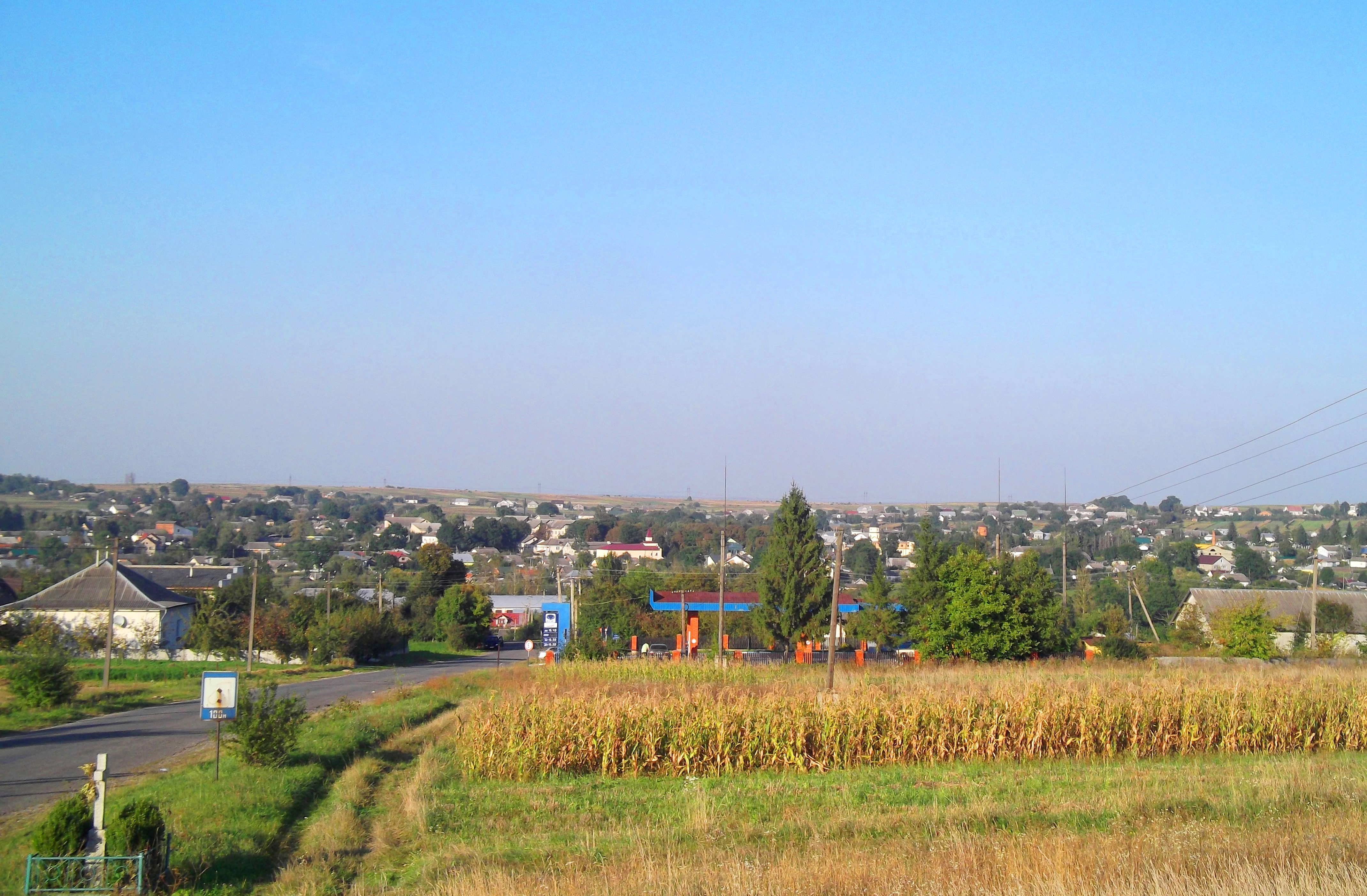

奧別爾京（羅馬化：Obertyn，發音：[ɔˈbɛrten]）是烏克蘭西部伊萬諾-弗蘭科夫斯克州伊万诺-弗兰科夫斯克区奥贝尔廷市镇内的市級鎮及其行政中心。處於喬爾尼亞瓦河畔，始建於1384年，面積3.06平方公里，2011年人口3,225，人口密度每平方公里1,054人。